# Предраг Перуничић
Предраг Перуничић (Пљевља, 27. јун 1967) је бивши српски рукометаш. Његов брат Ненад је такође био рукометаш.

## Каријера
Рукометну каријеру је започео у Рудару из Пљеваља. Након тога игра у Динаму из Панчева а потом и у Црвенки. Следи прелазак у Партизан који се у том периоду вратио у Прву лигу. У првој сезони у дресу Партизана стиже до финала плејофа домаћег првенства где је поражен од Пролетера. Већ у другој сезони са Партизаном осваја дуплу круну (првенство и куп), иначе прву у историји клуба. У сезони 1993/94. је играо за немачки Фреденбек. Након играња у Немачкој прелази у Црвену звезду. Са црвено-белима осваја дуплу круну у сезони 1995/96. а у наредној 1996/97. сезони осваја још једно првенство СР Југославије. Након Звезде на наговор свог бившег тренера Љубомира Обрадовића враћа се заједно са Владаном Матићем у Партизан где осваја куп СР Југославије у сезони 1997/98, а потом одлази на годину дана у Ловћен да би се у лето 1999. године поново вратио у Партизан. У свом трећем мандату у дресу Партизана осваја још два првенства и један Куп. У сезони 2003/04. игра за Југопетрол Железничар из Ниша. За сезону 2004/05. прелази у новосадску Војводину и помаже клубу да стигне до дупле круне, прве у историји клуба. За сезону 2005/06. се вратио у Партизан.
Са репрезентацијом СР Југославије је освојио бронзану медаљу на Европском првенству 1996. у Шпанији. Играо је и на Светском првенству 1997. у Јапану.

## Трофеји

### Партизан
- Првенство СРЈ (3) : 1992/93, 2001/02, 2002/03.
- Куп СРЈ (3) : 1992/93, 1997/98, 2000/01.

### Црвена звезда
- Првенство СРЈ (2) : 1995/96, 1996/97.
- Куп СРЈ (1) : 1995/96.

### Војводина
- Првенство СЦГ (1) : 2004/05.
- Куп СЦГ (1) : 2004/05.